# División de Honor de la Liga Nacional de Béisbol 2023
La División de Honor de la Liga Nacional de Béisbol 2023 fue la edición número 80 de la División de Honor de béisbol, la máxima categoría de la Liga Española de Béisbol. La temporada regular empezó el 18 de marzo y acabó el 18 de junio.

## Equipos
| Equipo                           | Estadio                            | Capacidad | Localidad                 |
| -------------------------------- | ---------------------------------- | --------- | ------------------------- |
| Antorcha Valencia                | Instalaciones Río Turia (Tramo IV) |           | Valencia                  |
| Astros                           | Instalaciones Río Turia (Tramo IV) | Valencia  |                           |
| Béisbol Barcelona                | Estadio Pérez de Rozas             | 800       | Barcelona                 |
| Béisbol Irabia                   | Colegio Irabia-Izaga               |           | Pamplona                  |
| Marlins                          | Centro Insular de Béisbol          | 200       | Puerto de la Cruz         |
| Club Béisbol y Sófbol Miralbueno | Campo municipal de béisbol         |           | Zaragoza                  |
| Béisbol Navarra                  | Instalaciones deportivas El Soto   | 200       | Burlada                   |
| San Inazio                       | Polideportivo El Fango             | 200       | Bilbao                    |
| Sant Boi                         | Campo municipal de béisbol         | 500       | San Baudilio de Llobregat |
| Club Béisbol y Sófbol Toros      | Escuela de béisbol Toros           |           | Pamplona                  |
| Viladecans                       | Estadi Olimpic de Viladecans       | 1.500     | Viladecans                |

## Clasificación
|                                                                                    | Equipo                | J  | G  | P  | PF  | PC  | DP   |
| ---------------------------------------------------------------------------------- | --------------------- | -- | -- | -- | --- | --- | ---- |
| 1                                                                                  | Tenerife Marlins P.C. | 20 | 18 | 2  | 202 | 53  | 149  |
| 2                                                                                  | Astros Valencia       | 20 | 17 | 3  | 193 | 50  | 143  |
| 3                                                                                  | San Inazio            | 20 | 15 | 5  | 147 | 79  | 68   |
| 4                                                                                  | Viladecans            | 20 | 13 | 7  | 128 | 110 | 18   |
| 5                                                                                  | Sant Boi              | 20 | 12 | 8  | 172 | 128 | 44   |
| 6                                                                                  | Béisbol Navarra       | 20 | 11 | 9  | 146 | 142 | 4    |
| 7                                                                                  | Toros Pamplona        | 20 | 8  | 12 | 119 | 186 | -67  |
| 8                                                                                  | Béisbol Barcelona     | 20 | 6  | 14 | 56  | 133 | -77  |
| 9                                                                                  | Miralbueno Zaragoza   | 20 | 4  | 16 | 94  | 152 | -58  |
| 10                                                                                 | Antorcha Valencia     | 20 | 3  | 17 | 87  | 170 | -83  |
| 11                                                                                 | Béisbol Irabia        | 20 | 3  | 17 | 58  | 199 | -141 |
| Fuente: División de Honor de la Liga Nacional de Béisbol; actualización automática |                       |    |    |    |     |     |      |

Los cuatro primeros estarán clasificados a la Copa del Rey de béibol. El ganador jugará en la Copa Europea de béisbol. Si fueran doce equipos, el último clasificado descenderá a Primera división A, pero al haber once, no hay descensos